# Клиши, Гаэль
Гаэ́ль Димитри́ Клиши́ (фр. Gaël Dimitri Clichy, французское произношение [ɡaɛl kliʃi]; род. 26 июля 1985[…], Тулуза) — французский футболист, защитник. Выступал за сборную Франции на протяжении нескольких лет.

## Клубная карьера

### Ранние годы
В 15-летнем возрасте, будучи игроком «Канна», при попытке перелезть через забор он сорвался, зацепился кольцом и оторвал себе палец на руке. Во время операции, в ходе которой ему пришивали палец, у Гаэля на 15 секунд остановилось сердце.
Когда «Канн» был переведён в третий дивизион французского чемпионата, Клиши покинул Францию и присоединился к лондонскому «Арсеналу».

### «Арсенал»
Хотя изначально Клиши играл в полузащите, Арсен Венгер видел его как крайнего защитника. Такой тип игроков подходил его команде, в которой крайние защитники принимают немалое участие в атакующих действиях команды.
В «Арсенале» ему трудно было пробиться в основной состав, так как на его позиции играл Эшли Коул. Тем не менее, в своём первом же сезоне выступлений за «канониров» он вышел в основе четырнадцать раз, плюс в восьми матчах Гаэль выходил на замену. В 2005 году Клиши предоставился шанс закрепиться в основе в связи с травмой Коула, однако в это же время сам Клиши получил травму ноги, из-за которой он пропустил большую часть сезона. 25 апреля 2006 года он вышел на замену в полуфинале Лиги чемпионов, однако тут же получил рецидив травмы и вернулся лишь 14 октября 2006 года. Всего Клиши перенёс три операции, из-за которых в общей сложности пропустил 18 месяцев.
После ухода Эшли Коула в «Челси» Клиши стал основным левым защитником. В сезоне 2007/08 Клиши отыграл в 49 матчах. Его яркие выступления позволили ему войти в символическую сборную Премьер-лиги по версии профессиональных футболистов. Летом 2008 года он положил конец слухам, сватавшим его в другие клубы, подписав новый долгосрочный контракт с «Арсеналом».
В следующем сезоне последовал некоторый спад его игре. 1 ноября 2008 года он забил свой первый гол за «Арсенал» в ворота «Сток Сити», однако «Арсенал» потерпел поражение со счетом 2:1. В начале апреля 2009 года Клиши получил травму спины из-за которой пропустил остаток сезона.
В начале ноября 2009 года француз вновь получил травму спины. Впервые после этой травмы Гаэль вернулся на поле 17 января 2010 года, выйдя на замену в матче против «Болтон Уондерерс».

### «Манчестер Сити»

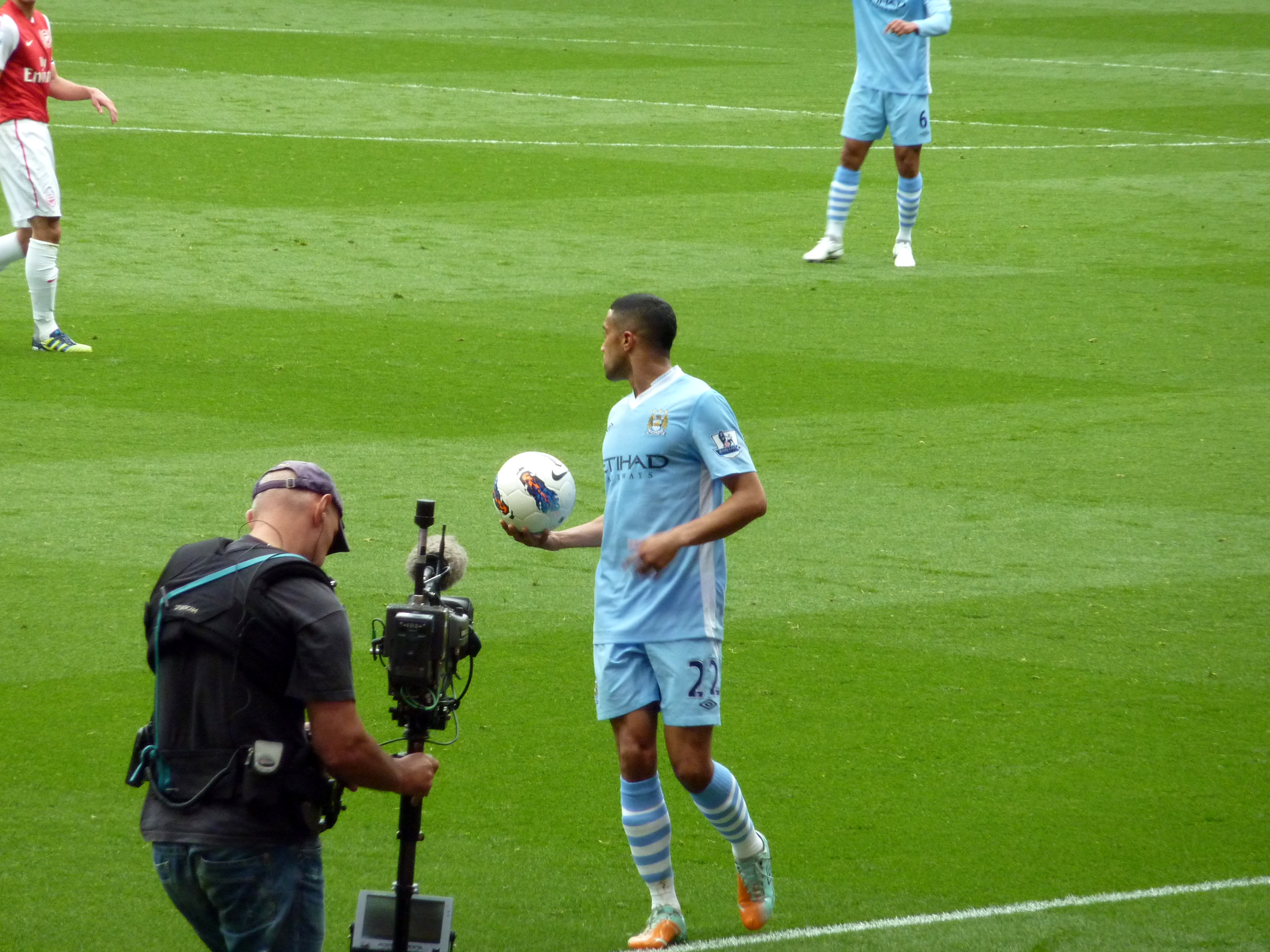
Клиши вбрасывает мяч из аута

4 июля 2011 года «Манчестер Сити» официально объявил о покупке Гаэля Клиши на официальном сайте клуба. Официальных данных относительно суммы сделки нет, однако ранее английские источники сообщали о том, что «канониры» получат 7 миллионов фунтов. Французский футболист поставил свою подпись под четырёхлетним контрактом с «горожанами». Гаэль Клиши рассказал журналистам, что отсутствие трофеев в «Арсенале» в последние шесть лет заставило его сменить команду. Незадолго до этого, будучи игроком «Арсенала», Клиши негативно высказывался о «Манчестер Сити», заявляя, что это клуб для тех, кто думает лишь о деньгах. 13 мая 2012 года, в последнем туре сезона Премьер-лиги, Клиши начал в стартовом составе и сыграл все 90 минут против «Куинз Парк Рейнджерс» на стадионе «Этихад», одержав победу со счетом 3:2. Благодаря этой непростой победе «Манчестер Сити» титул впервые за 44 года.

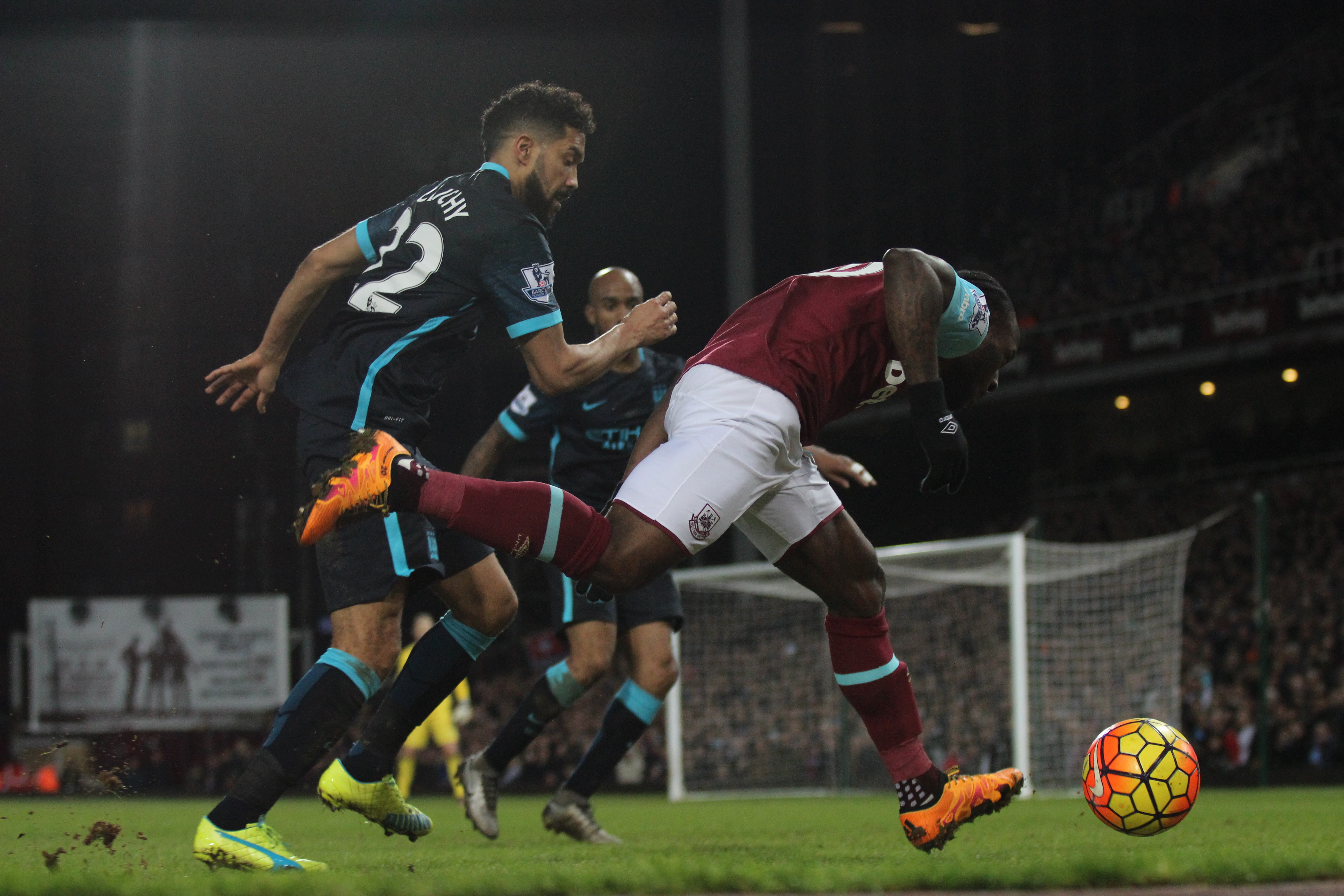
Клиши против игрока «Вест Хэма».

Клиши договорился о новом четырёхлетнем соглашении с клубом в мае 2013 года после заключения нового контракта, рассчитанного до 2017 года. «Я действительно счастлив, что договорился о новом соглашении с Сити, и я уже с нетерпением жду следующего сезона", заявил Клиши. «Дела пошли не так, как хотелось бы в этом году, но в следующем сезоне мы вернемся сильнее и извлечем уроки из этого опыта». В мае 2014 года Клиши выиграл свою вторую медаль чемпиона Премьер-лиги в составе «Манчестер Сити». Клиши забил свой первый гол за «Манчестер Сити» только 30 ноября 2014 года в матче против «Саутгемптона».
25 мая 2017 года Манчестер Сити объявил, что Клиши покинет клуб. Всего в составе «горожан» он завоевал 5 трофеев.

### «Истанбул Башакшехир»
6 июля 2017 года Клиши стал игроком турецкого «Истанбула Башакшехира». В сезоне 2019/20 стал чемпионом Турции, но отказался от продления контракта и вернулся на родину.

### «Серветт»
2 декабря 2020 года Клиши заключил со швейцарским клубом «Серветт» контракт на 18 месяцев.

## Сборная

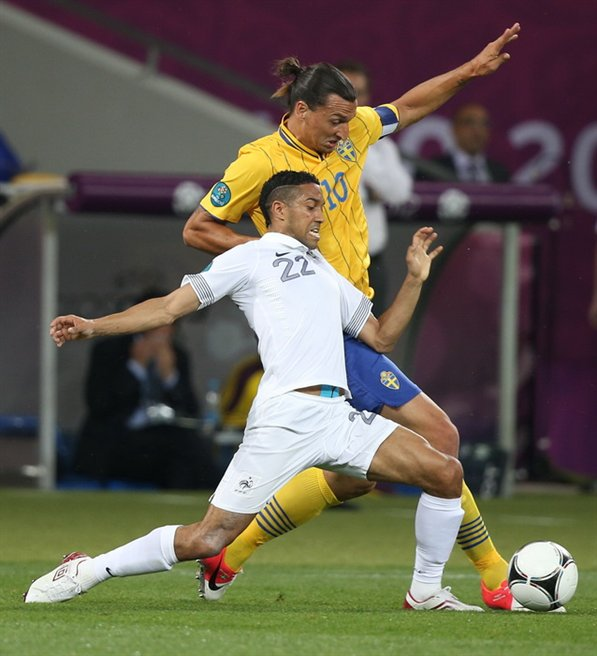
Клиши против Златана Ибрагимовича на Евро 2012

За национальную сборную Клиши дебютировал 10 сентября 2008 года в матче квалификационного раунда на чемпионат мира 2010 против Сербии. В следующие полтора года Клиши не смог представлять Францию на международном уровне. Несмотря на это, он был включен в предварительную заявку из 30 человек для участия на ЧМ 2010. На турнире Франция пережила катастрофическую кампанию, поскольку игроки объявили забастовку в ответ на ее разногласия по поводу исключения нападающего Николя Анелька из команды. В последнем матче группового этапа команды против хозяев ЮАР из-за того, что в команде отсутствовали несколько ветеранов команды, Клиши был включен в стартовый состав и отыграл весь матч, который завершился поражением французов со счётом 1:2, что привело к ее вылету из турнира. В результате мятежа игроков Клиши вместе с 22 другими членами команды были отстранены от участия в товарищеском матче против Норвегии.
Из-за приостановки международной карьеры защитником Патрисом Эвра в пяти матчах новый тренер национальной сборной Лоран Блан выставил Клиши в стартовый состав. Несмотря на неудачу в матче против Белоруссии, где Клиши совершил грубую ошибку, он остался первым выбором и участвовал в следующих трёх матчах сборной Франции. В июне 2012 года он был вызван в итоговую заявку сборной Франции из 23 человек и получил футболку с номером 22 для участия на Евро 2012, проходившем в Польше и Украине. На турнире он был игроком замены. Клиши сыграл последние два матча группового этапа против Украины и Швеции, а также против Испании в четвертьфинале турнира, где Франция проиграла 0:2 и покинула турнир.
11 октября 2013 года Клиши сыграл свой последний матч за сборную Франции в товарищеском матче с Австралией.

## Статистика

### Клубная
| Клуб                | Сезон            | Чемпионат                      | Чемпионат | Чемпионат | Кубок Лиги | Кубок Лиги | Еврокубки | Еврокубки | Всего | Всего |
| Клуб                | Сезон            | Лига                           | Игры      | Голы      | Игры       | Голы       | Игры      | Голы      | Игры  | Голы  |
| ------------------- | ---------------- | ------------------------------ | --------- | --------- | ---------- | ---------- | --------- | --------- | ----- | ----- |
| Канн                | 2002–03          | Championnat National           | 15        | 0         | 2          | 0          | 0         | 0         | 15    | 0     |
| Канн                | Всего            | Всего                          | 15        | 0         | 0          | 0          | 0         | 0         | 15    | 0     |
| Арсенал             | 2003–04          | Premier League                 | 12        | 0         | 9          | 0          | 1         | 0         | 22    | 0     |
| Арсенал             | 2004–05          | Premier League                 | 15        | 0         | 7          | 0          | 2         | 0         | 24    | 0     |
| Арсенал             | 2005–06          | Premier League                 | 7         | 0         | 0          | 0          | 4         | 0         | 11    | 0     |
| Арсенал             | 2006–07          | Premier League                 | 27        | 0         | 7          | 0          | 6         | 0         | 40    | 0     |
| Арсенал             | 2007–08          | Premier League                 | 38        | 0         | 1          | 0          | 10        | 0         | 49    | 0     |
| Арсенал             | 2008–09          | Premier League                 | 31        | 1         | 0          | 0          | 10        | 0         | 41    | 1     |
| Арсенал             | 2009–10          | Premier League                 | 24        | 0         | 0          | 0          | 9         | 0         | 33    | 0     |
| Арсенал             | 2010–11          | Premier League                 | 33        | 0         | 5          | 1          | 6         | 0         | 44    | 1     |
| Арсенал             | Всего            | Всего                          | 187       | 1         | 29         | 1          | 48        | 0         | 264   | 2     |
| Манчестер Сити      | 2011–12          | Premier League                 | 28        | 0         | 1          | 0          | 8         | 0         | 37    | 0     |
| Манчестер Сити      | 2012–13          | Premier League                 | 28        | 0         | 5          | 0          | 4         | 0         | 37    | 0     |
| Манчестер Сити      | 2013–14          | Premier League                 | 20        | 0         | 7          | 0          | 4         | 0         | 31    | 0     |
| Манчестер Сити      | 2014–15          | Premier League                 | 23        | 1         | 2          | 0          | 6         | 0         | 31    | 1     |
| Манчестер Сити      | 2015–16          | Premier League                 | 14        | 0         | 6          | 0          | 8         | 0         | 28    | 0     |
| Манчестер Сити      | 2016–17          | Premier League                 | 25        | 1         | 7          | 1          | 7         | 0         | 39    | 2     |
| Манчестер Сити      | Всего            | Всего                          | 138       | 2         | 28         | 1          | 37        | 0         | 203   | 3     |
| Истанбул Башакшехир | 2017–18          | Süper Lig                      | 31        | 0         | 1          | 0          | 9         | 0         | 41    | 0     |
| Истанбул Башакшехир | 2018–19          | Süper Lig                      | 25        | 1         | 0          | 0          | 2         | 0         | 27    | 1     |
| Истанбул Башакшехир | 2019–20          | Süper Lig                      | 31        | 2         | 2          | 0          | 12        | 0         | 45    | 2     |
| Истанбул Башакшехир | Всего            | Всего                          | 87        | 3         | 3          | 0          | 23        | 0         | 113   | 3     |
| Серветт             | 2020–21          | Чемпионат Швейцарии по футболу | 0         | 0         | 0          | 0          | —         | —         | 0     | 0     |
| Всего за карьеру    | Всего за карьеру | Всего за карьеру               | 427       | 6         | 60         | 2          | 108       | 0         | 595   | 8     |

### Статистика за сборную
| Сборная | Сезон   | Игры | Голы |
| ------- | ------- | ---- | ---- |
| Франция | 2008–09 | 3    | 0    |
| Франция | 2009–10 | 2    | 0    |
| Франция | 2010–11 | 5    | 0    |
| Франция | 2011–12 | 5    | 0    |
| Франция | 2012–13 | 2    | 0    |
| Франция | 2013–14 | 3    | 0    |
| Франция | 2014–15 | 2    | 0    |
| Всего   | Всего   | 22   | 0    |

## Достижения

### Командные
Арсенал
- Чемпион Премьер-лиги: 2003/04
- Обладатель Суперкубка Англии: 2004
- Обладатель Кубка Англии: 2004/05
- Финалист Лиги чемпионов УЕФА: 2006

Манчестер Сити
- Чемпион Премьер-лиги (2): 2011/12, 2013/14
- Обладатель Суперкубка Англии: 2012
- Обладатель Кубка Английской Лиги (2): 2014, 2016

Истанбул Башакшехир
- Чемпион Турции: 2019/20

### Личные
- Команда года по версии ПФА: 2007/08